# Mlalo
Mlalo è una circoscrizione mista (mixed ward) della Tanzania situata nel distretto di Lushoto, regione di Tanga. Conta una popolazione di 8 143 abitanti (censimento 2012).